# Burg Baldenberg
Die Burg Baldenberg ist eine abgegangene Spornburg am Südende des Plateaus des Dreifaltigkeitsberges 2100 Meter östlich der Stadt Spaichingen im Landkreis Tuttlingen in Baden-Württemberg.

## Geografische Lage
Die ehemalige Burg lag am Südende eines Geländesporns des Dreifaltigkeitsbergs bei Spaichingen, zwischen Tuttlingen und Rottweil, am Südwestrand der Schwäbischen Alb.
Der Dreifaltigkeitsberg ist ein 970 Meter über Normalnull hoher und ein Kilometer langer Bergsporn, der nach drei Seiten steil abfällt. Der Name der Burg erinnert an den ursprünglichen Namen („Baldenberg“) des Berges vor dem Bau der bekannte Wallfahrtskirche im 17. Jahrhundert. Die Umbenennung erfolgte im Jahr 1673. Die seit circa 1400 als Kapelle belegte Kirche befindet sich auf der Mitte der Hochfläche an deren Westrand.

## Geschichte
Bereits in vorgeschichtlicher Zeit war der Sporn besiedelt (es erhielten sich Reste einer Fliehburg) und diente womöglich als Sonnenkultstätte. Im Mittelalter war er Standort der Burg Baldenberg. Diese wurde im Jahr 1281 im Besitz der Herren von Balgheim erwähnt. Von der Burgstelle übrig geblieben ist bis heute eine massive Wallanlage nordwestlich der Kirche und Grabenreste der Vor- und Hauptburg an der Südspitze des Berges.